# Tear Away
«Tear Away» es una canción interpretada por la banda estadounidense Drowning Pool. Fue lanzada el 30 de abril de 2002 como el segundo sencillo de su álbum debut Sinner. El sencillo se ubicó en los Estados Unidos en el número 18 y 37 en las listas de Mainstream Rock y Modern Rock de Billboard, respectivamente.
"Tear Away", uno de los dos temas principales de WrestleMania X8 de la World Wrestling Federation, y la banda interpretó la canción en el evento. El luchador profesional Kevin Steen también usó la canción como tema de entrada durante su tiempo en Combat Zone Wrestling y Ring of Honor.
La pista del lado B "The Game" fue durante un tiempo la música de entrada del luchador Triple H.

## Video musical
En el video se puede ver al grupo interpretando la pieza en una sala llena de espejos que reflejan repetidamente la imagen. Es el último video del cantante principal de la banda Dave Williams, quien falleció en el verano de 2002.

## Lista de canciones
Todas las canciones escritas y compuestas por Drowning Pool. 
| N.º | Título              | Duración |  |
| 1.  | «Tear Away»         | 4:16     |  |
| 2.  | «The Game»          | 3:32     |  |
| 3.  | «Break You»         | 2:48     |  |
| 4.  | «Tear Away» (Video) |          |  |